# Samuel Johnson (football, 1973)
Pour les articles homonymes, voir Samuel Johnson (homonymie) et Johnson.
Samuel Johnson (né le 25 juillet 1973 à Accra) est ancien un footballeur professionnel ghanéen.

## Biographie
En Turquie, il a joué pour Gaziantepspor et Fenerbahçe SK.
Joueur physique, il a su attirer l'attention sur lui.
Depuis le début de la saison 2004, il joue au club de Kayserispor.
Même s'il n'est pas Turc, il a passé la plupart de sa carrière en Turquie.